# 尼崎市立あまよう特別支援学校
尼崎市立あまよう特別支援学校（あまがさきしりつあまようとくべつしえんがっこう）は、兵庫県尼崎市が同市東難波町に設置している公立特別支援学校。尼崎市内在住の肢体不自由児童・生徒を教育対象とする。西宮市田近野町にあった「尼崎市立尼崎養護学校」（あまがさきしりつあまがさきようごがっこう）を前身とし、2019年1月に尼崎市内への移転に合わせて校名を変更した。

## 設置学部
- 小学部
- 中学部
- 高等部

## 歴史
- 1958年（昭和33年）4月 ‐ 尼崎市立尼崎養護学校設置認可（同年10月開校式挙行）[1]
- 1960年（昭和35年）7月 ‐ 尼崎市西昆陽字田近野10番45号（武庫川西岸）に移転。
- 1969年（昭和44年）4月1日 - 所在地が境界変更で西宮市田近野町10番45号となる[1][2]。
- 1976年（昭和51年）7月 ‐ 体育館落成
- 1979年（昭和54年）10月 ‐ エレベーター設置
- 1984年（昭和59年）8月 ‐ 温水プール完成
- 1999年（平成11年）9月 ‐ 全館エアコン取り付け工事完了
- 2019年（平成31年）1月 - 尼崎市東難波町に移転、尼崎市立あまよう特別支援学校に改称[1]。

## 現在地への移転
旧・尼崎市立尼崎養護学校は、上記の通り設置後の境界変更で西宮市に所在していた。
尼崎市では課題となっていた当校の移転について、同市中心部に近い梅香小学校跡地（尼崎市東難波町二丁目）への移転を計画。2019年（平成31年）1月に新校舎の完成に伴い、移転とともに「尼崎市立あまよう特別支援学校」へ改名した。隣接地には尼崎市立中央公民館も移転予定である。